# Arnaud Binard
Arnaud Binard (Bordeaux, 18 gennaio 1971) è un attore francese.

## Filmografia parziale

### Cinema
- Les kidnappeurs, regia di Graham Guit (1998)
- Grande école, regia di Robert Salis (2004)
- À l'aventure, regia di Jean-Claude Brisseau (2008)
- ID A (ID:A), regia di Christian E. Christiansen (2011)

### Televisione
- Gli amici del cuore (Le miracle de l'amour) - serie TV, 5 episodi (1995)
- Sous le soleil - serie TV, 18 episodi (1998)
- Groupe flag - serie TV, 7 episodi (2002-2004)
- Manatea, les perles du Pacifique - serie TV, 13 episodi (1999-2005)
- Le dernier seigneur des Balkans - miniserie TV, 4 episodi (2005)
- Le ciel sur la tête - film TV (2006)
- Mystère - miniserie TV, 12 episodi (2007)
- Maison close - La casa del piacere (Maison close) - serie TV, 6 episodi (2010)
- Empreintes criminelles - serie TV, 6 episodi (2010-2011)
- Clem - serie TV, 4 episodi (2011-2012)
- Guidestones - serie TV, 11 episodi (2014)
- Cherif - serie TV, 10 episodi (2015-2017)
- Agathe Koltès - serie TV, 10 episodi (2016-2017)
- Les innocents - miniserie TV, 4 episodi (2018)
- Un bebè per Natale (Un bébé pour Noël) - film TV (2018)
- Modern family - serie TV , 1 episodio (2019)
- La dernière vague - miniserie TV, 6 episodi (2019)
- Quartier des Banques - serie TV, 12 episodi (2017-2019)
- Meurtres à... - serie TV, 3 episodi (2018-2020)
- Alice Nevers - Professione giudice (Le juge est une femme) - serie TV, 16 episodi (2002-2022)
- Emily in Paris - serie TV, 6 episodi (2021-2022)